# Matt Lipsey
Matt Lipsey es un director de cine y televisión británico. 

## Carrera
Su filmografía incluye las comedias de situación Human Remains y Saxondale, de la productora Baby Cow Productions y las series de Hartswood Films Supernova, The Cup y Jekyll (junto a Douglas Mackinnon). Su primera película, Caught in the Act, fue estrenada en 2008. En 2009 dirigió la comedia de BBC Two Psychoville.
En 2005 obtuvo un premio de la British Academy Television Award por su trabajo como director de la segunda temporada de Little Britain.